# Bastard-Luzerne
Die Bastard-Luzerne (Medicago ×varia), auch Bastard-Schneckenklee genannt, ist eine Hybride zwischen den beiden Schwesterarten Luzerne (Medicago sativa) und Sichelklee (Medicago falcata) aus der Gattung Schneckenklee  (Medicago) innerhalb der Familie der Hülsenfrüchtler (Fabaceae). Die Bastard-Luzerne (Medicago ×varia) wird weltweit als Vieh-Futter und als Lebensmittel (Sprossen) angebaut.

## Beschreibung

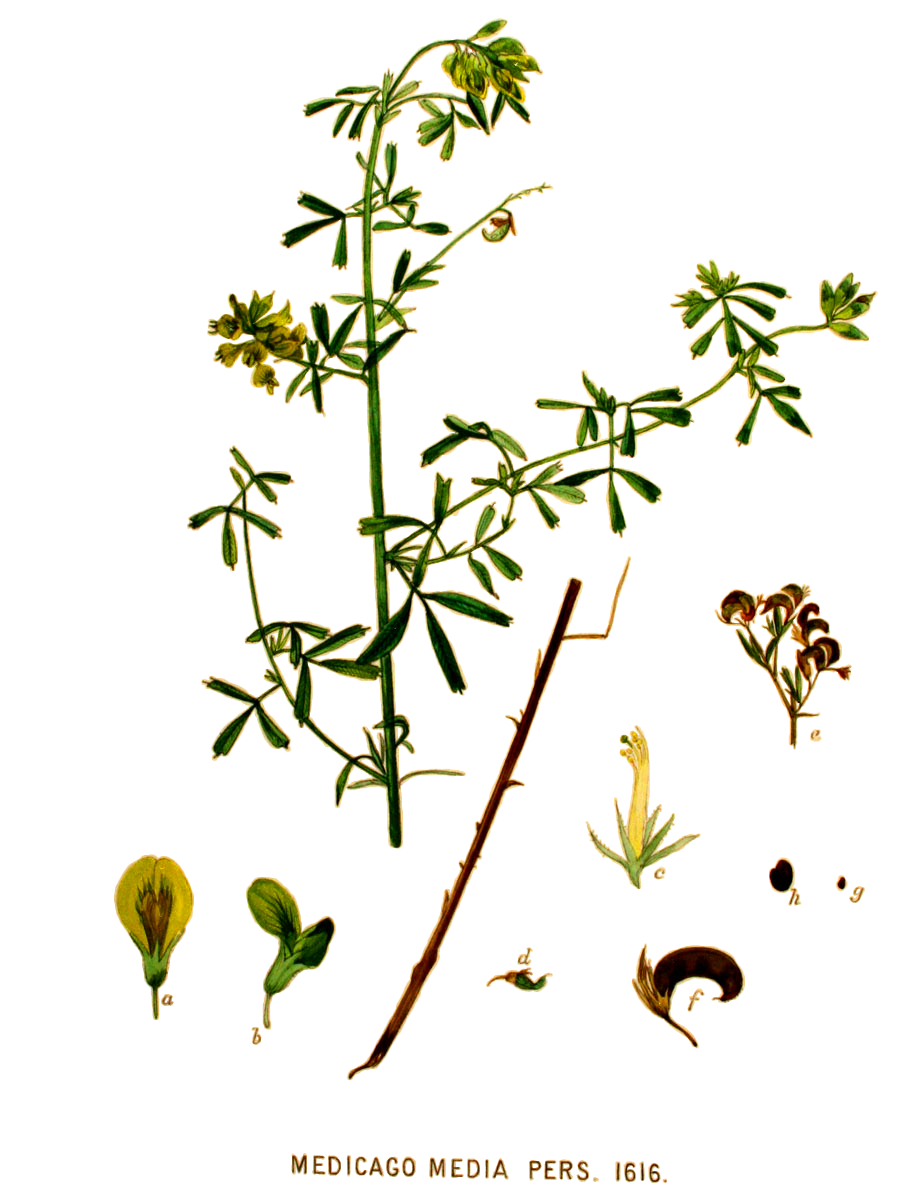
Illustration aus Flora Batava, 1901

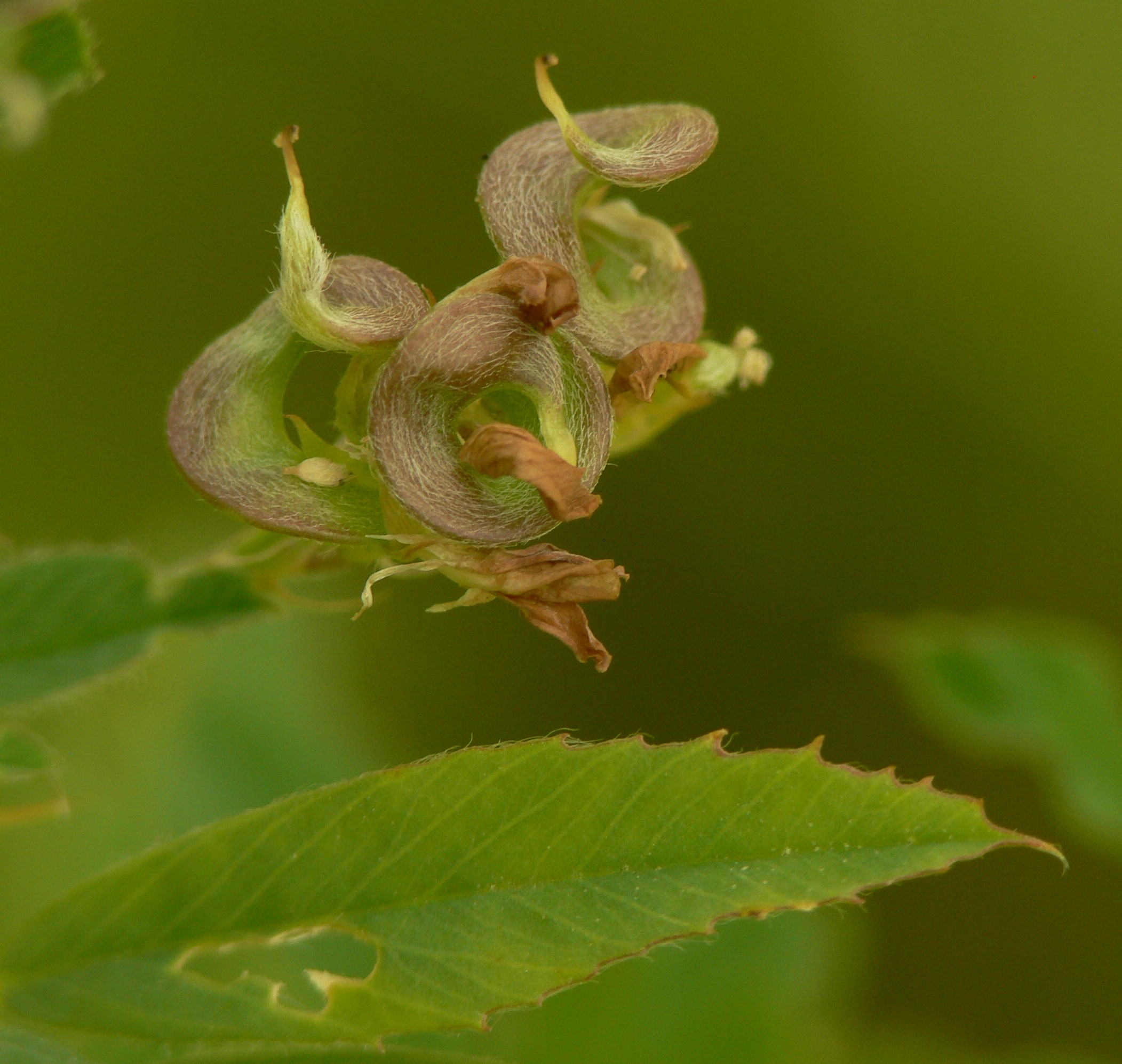
Früchte und Blättchen mit gesägtem Rand

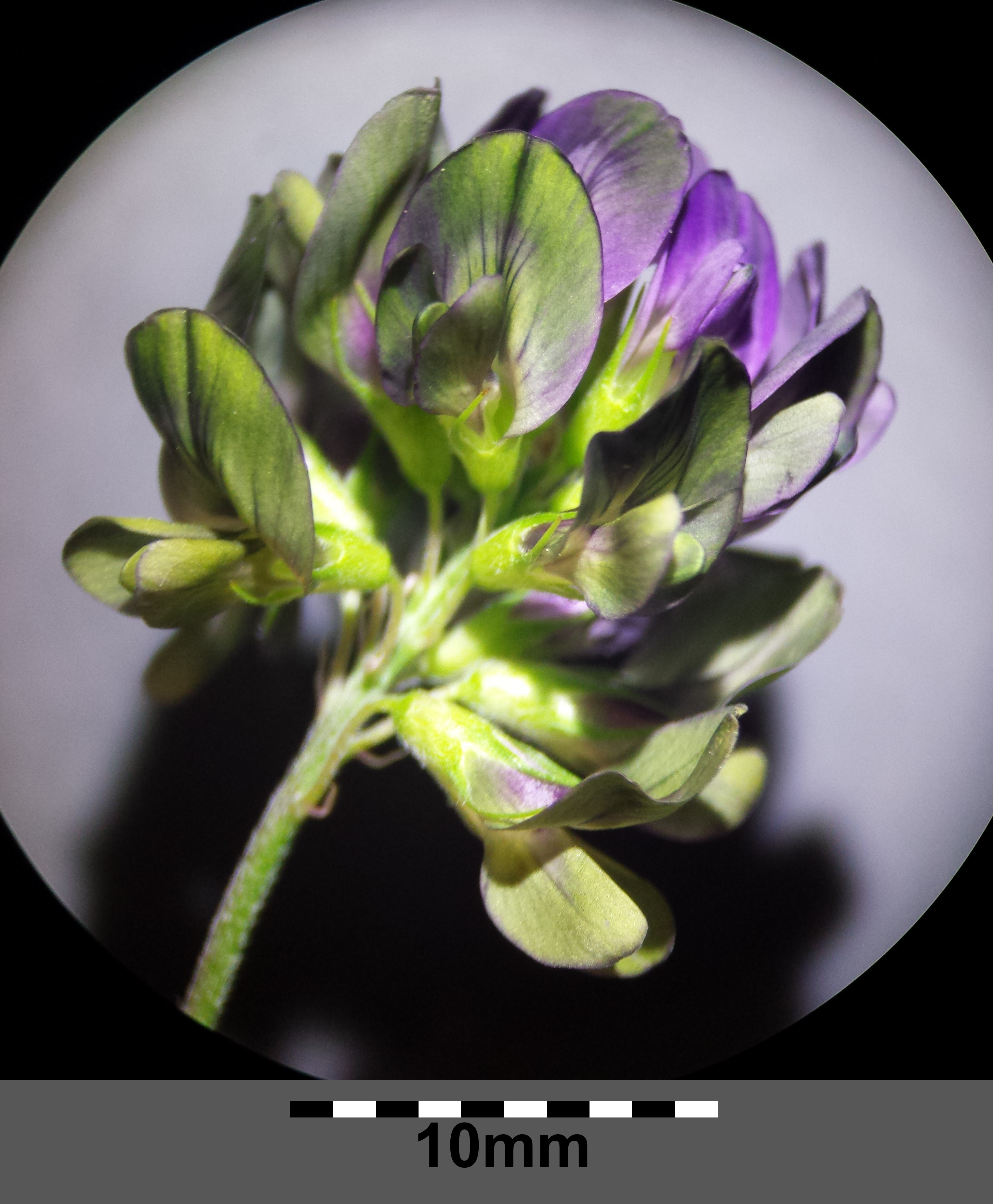
Blütenstand mit gelb-violett-grünlich gescheckten Blüten

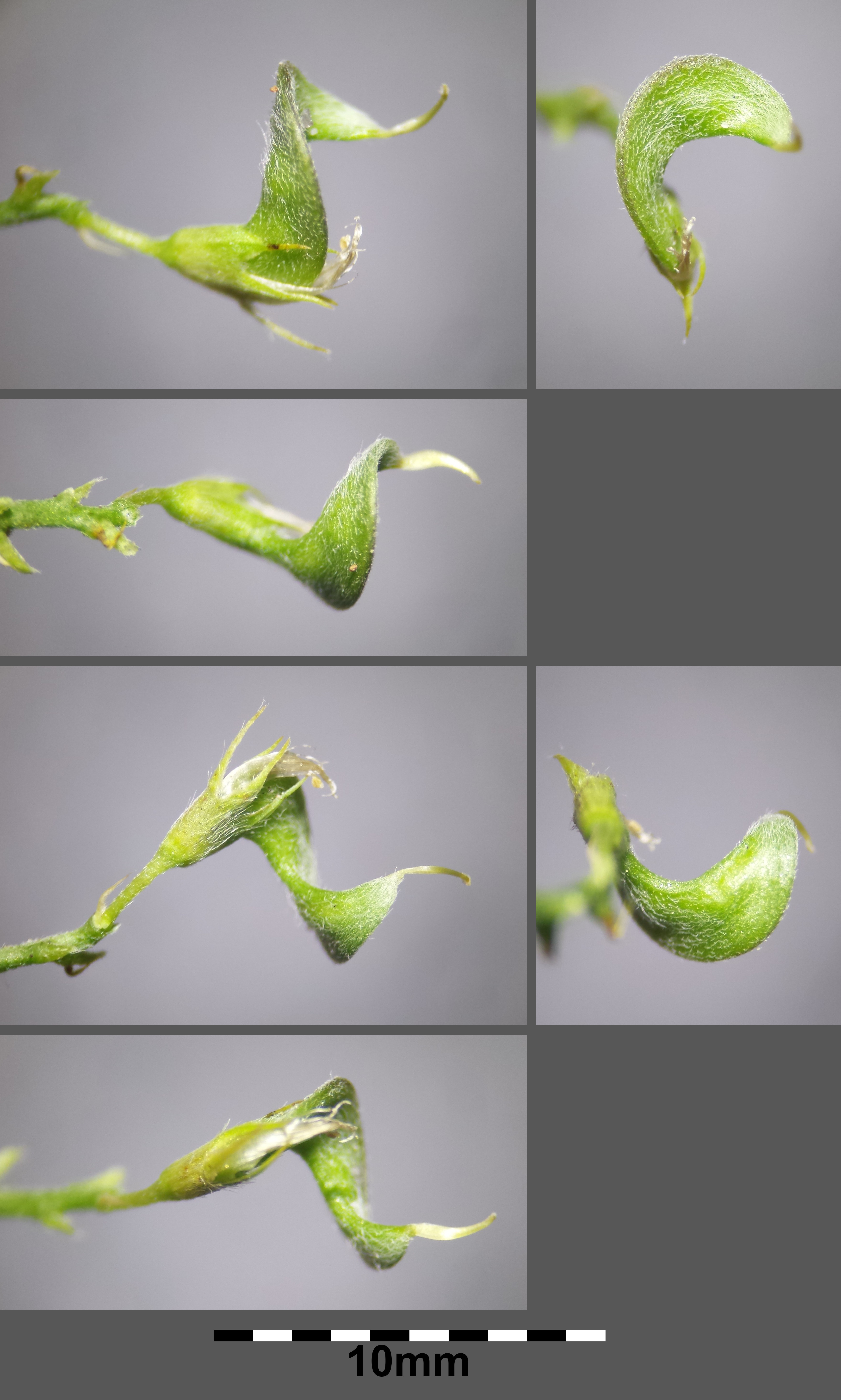
Die wenig gewundene Hülsenfrucht vermittelt zwischen den beiden Elternsippen.

### Erscheinungsbild und Blatt
Die Bastard-Luzerne wächst als ausdauernde krautige Pflanze und erreicht Wuchshöhen von 30 bis 80 Zentimetern. Der oft aufsteigende oder aufrechte Stängel ist verzweigt. Die wechselständig angeordneten Laubblätter sind in Blattstiel und Blattspreite gegliedert. Die Blattspreite ist dreizählig gefiedert. Die Blättchen sind länglich-lanzettlich und im oberen Bereich oft gesägt.

### Blütenstand, Blüte und Frucht
Die Blütezeit reicht von Juni bis August. Die Blüten stehen in einem lang gestielten traubigen Blütenstand zusammen. Die zwittrigen Blüten sind bei einer Länge von 8 bis 11 Millimetern zygomorph und fünfzählig mit doppelter Blütenhülle. Die Farben der Blütenkrone reichen von blau- bis dunkelviolett, sie kann auch dunkelpurpurfarben, grünlich oder grünlich gelb mit Weißanteilen sein. Blaublütige Formen enthalten dabei mehr Anteile der Luzerne (Medicago sativa); Formen mit hohem Gelbanteil in der Blütenfarbe enthalten mehr Anteile aus dem Sichelklee (Medicago falcata).
Die glatte, kahle Hülsenfrucht ist 0,5- bis 2,5-mal gewunden.

## Ökologie

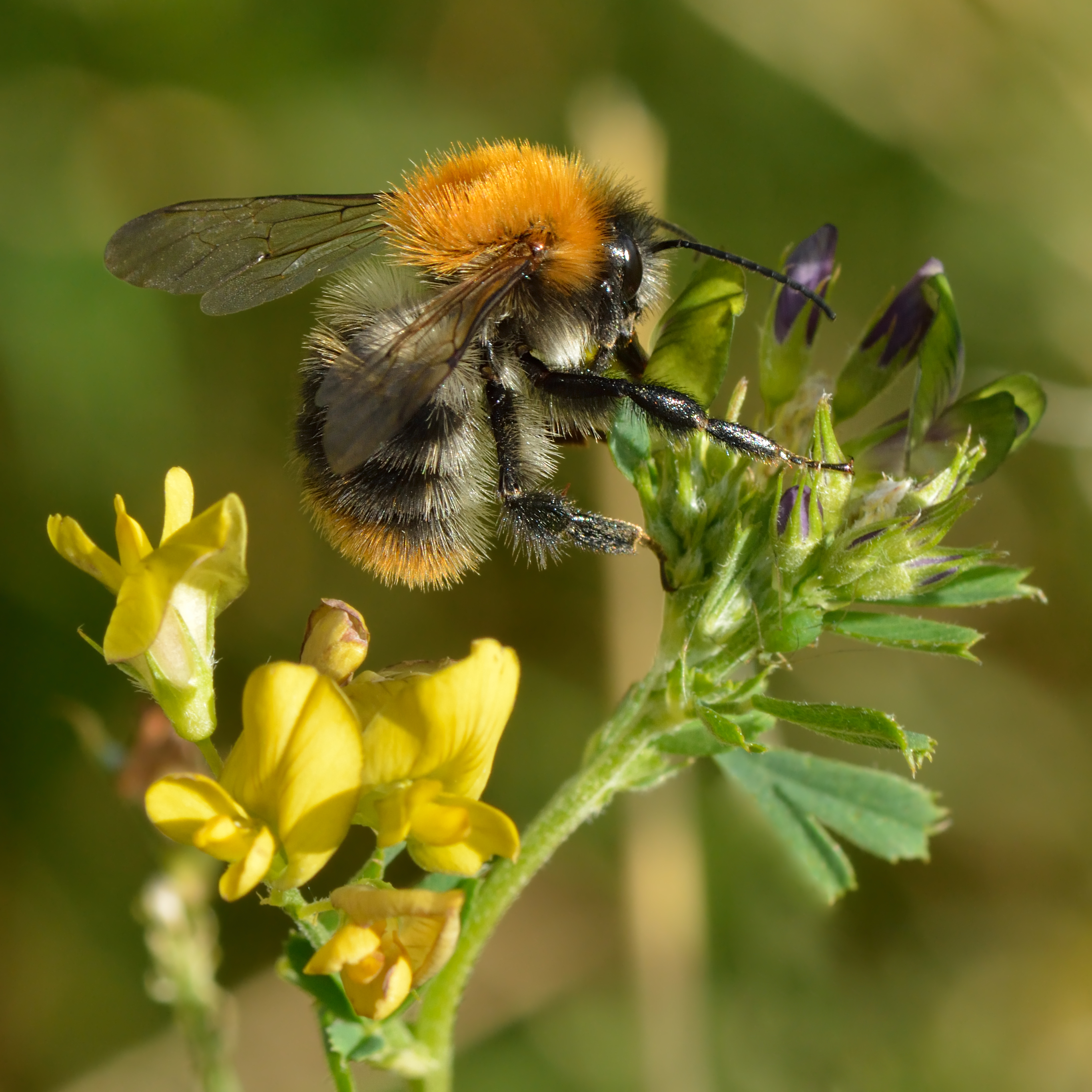
Bestäubung mit Ackerhummel

Die Bastard-Luzerne kann den Winter als Hemikryptophyt oder, falls sie strauchartig wächst, auch als Chamaephyt überdauern.
Wie andere Hülsenfrüchtler (Leguminosen) hat die Bastard-Luzerne die Fähigkeit, mit Hilfe von symbiotischen Knöllchenbakterien (Rhizobien) Stickstoff aus der Luft aufzunehmen, und ist dadurch in der Lage, unabhängig vom vorhandenen Stickstoff im Boden Protein zu bilden. Sie lebt mit ihrer wirtsspezifischen Spezies Sinorhizobium meliloti in Symbiose.

## Vorkommen
Die ursprüngliche Heimat der Bastard-Luzerne liegt in der Umgebung des Kaspischen Meeres. Ihre Kultur als Futterpflanze wurde wichtig mit der steigenden Bedeutung der Pferde bei kriegerischen Auseinandersetzungen. Die Bastard-Luzerne kommt in Eurasien und in Nordamerika kultiviert und verwildert vor. Die Bastard-Luzerne kommt in den vielen Teilen Europas, in Arabien und in Westasien vor. In Deutschland kommt sie zerstreut bis verbreitet vor.
Verwilderte Bestände kommen vor allem an ruderal beeinflussten Trockenrasen, trockenen Wiesen, an Rändern von Äckern und Wegen und an Gebüschsäumen vor. Sie gedeiht häufig auf basenreichen Böden und in Gesellschaften der Verbände Mesobromion und Geranion sanguinei.

## Landwirtschaft

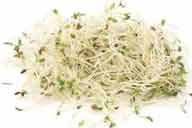
„Luzerne-Sprossen“

Die Bastard-Luzerne (Medicago ×varia) wird weltweit als Vieh-Futter, aber auch als Lebensmittel (Sprossen) angebaut.
Mittlerweile wird die Bastard-Luzerne sogar häufiger angebaut als die eigentliche Saat-Luzerne. Oft ist diese auch verwildert. In Deutschland sollen die wilden Bestände sogar ausschließlich aus der Bastard-Luzerne bestehen. Diese bildet neben den genutzten Hülsenfrüchten auch eine essbare Pfahlwurzel aus, über die sie auch vegetativ vermehrt werden kann. Sie wird jedoch auch als Bodenverbesserer und zur Böschungsbefestigung angepflanzt. Beim Fressen zu großer Mengen kann es beim Vieh zu Vergiftungserscheinungen kommen.

### Anbau
Ihre stickstoffbindende Fähigkeit verbessert die Leistung landwirtschaftlicher Böden. Wenn sie auf geeigneten Böden angebaut wird, ist die Luzerne eine ergiebige Futterpflanze. Die Aussaat erfolgt im Frühling auf einem gut abgesetzten Saatbett mit einem pH-Wert von etwa 6,8–7,5.
Luzerne wird meist als Silage oder Grünmehl für Pellets, wegen hoher Bröckelverluste seltener als Heu geerntet, kann aber auch beweidet werden. Sie erreicht ein Alter von fünf bis zwölf Jahren, abhängig von zum Beispiel Boden und Klima. In Deutschland wird sie 2 bis 3 Jahre genutzt, in anderen Klimazonen länger. In den meisten Klimazonen wird Luzerne drei oder vier Mal pro Jahr geschnitten. Der Ertrag beträgt etwa 10 t Trockenmasse/ha und Jahr, schwankt aber regional, abhängig vom Wetter und Stadium der Reife, wenn sie geschnitten wird. Dabei sollte die Pflanze einmal pro Jahr zur Blüte gelangen, um mehrere Jahre nutzbar zu bleiben.

### Zusammensetzung
100 g frisches Blattgut enthalten:
| Inhaltsstoff  | g bzw. mg |
| ------------- | --------- |
| Wasser        | 79,5 g    |
| Kohlenhydrate | 12,2 g    |
| Eiweiß        | 6,9 g     |
| Fett          | 0,13 g    |
| Kalium        | 137 mg    |
| Calcium       | 16,6 mg   |
| Natrium       | 1,2 mg    |
| Eisen         | 0,34 mg   |
| Carotin       | 28,1 mg   |

Weitere Inhaltsstoffe sind Cumarinderivate und Saponine.

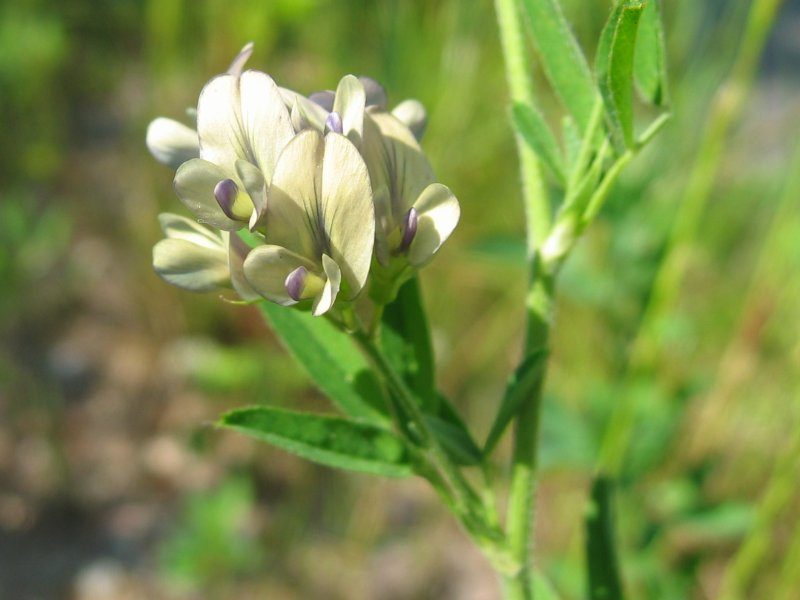
Helle Farbvariante
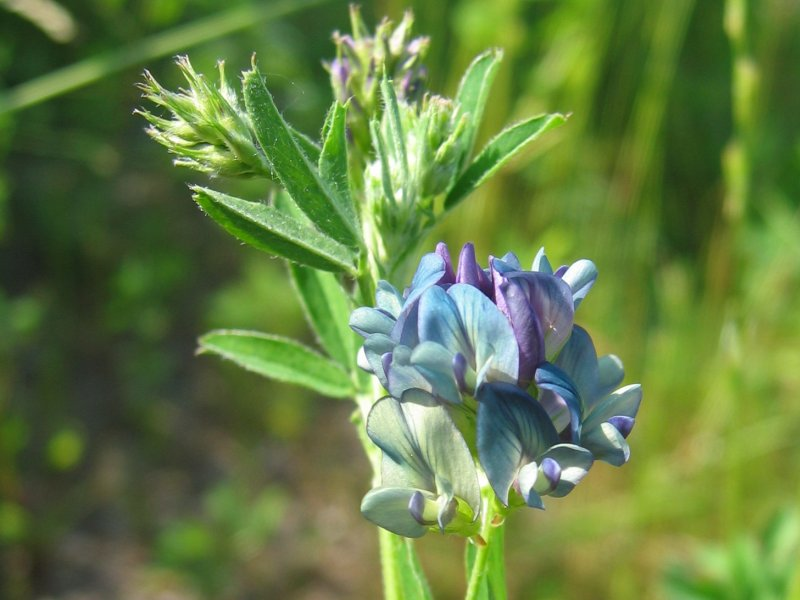
Bläuliche Farbvariante
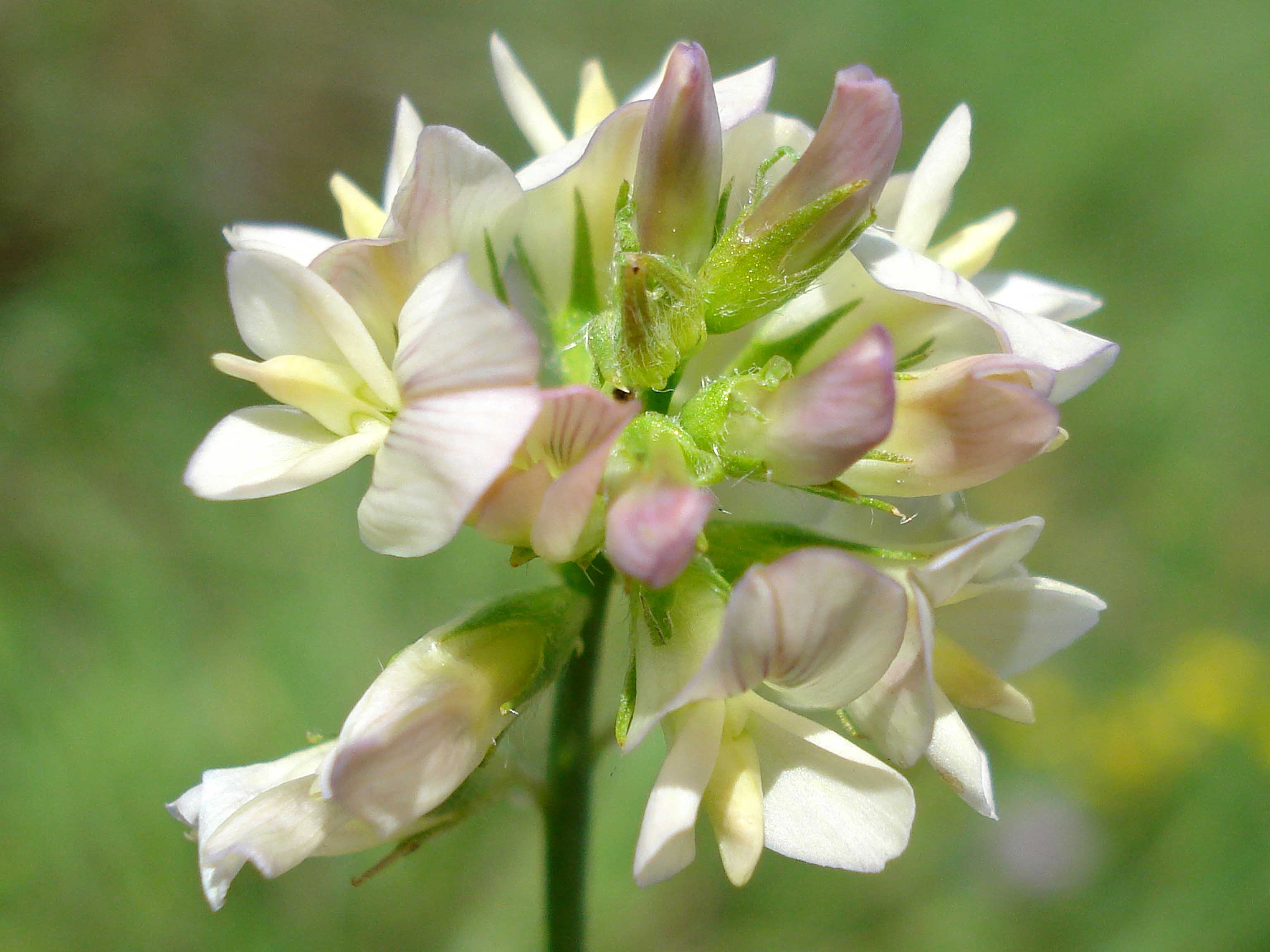
Helle Farbvariante